# Espelette
Espelette är en kommun i departementet Pyrénées-Atlantiques i regionen Nouvelle-Aquitaine i sydvästra Frankrike. Kommunen ligger i kantonen Espelette som tillhör arrondissementet Bayonne. År 2022 hade Espelette 2 094 invånare.

## Befolkningsutveckling
Antalet invånare i kommunen Espelette
| Referens: INSEE |